# Estelí
Estelí är en stad och kommun i departementet Estelí, i den bergiga västra delen av Nicaragua. Det är den tredje största staden i Nicaragua och ligger vid den Panamerikanska landsvägen, 148 km norr om Managua. Estelí är känd för sina många väggmålningar.

## Geografi
Staden ligger 844 meter över havet. Bergen runtomkring staden är upp till 1600 meter höga. Estelí gränsar till kommunerna Condega och San Sebastián de Yalí i norr, La Concordia och La Trinidad i öster, San Nicolás i söder, samt El Sauce, Achuapa och San Juan de Limay i väster. Estelí är en snabbt växande stad och kommunen har för närvarande drygt 120 000 invånare.

## Historia
Esteli grundades 1711 av folk från Segovia och Telpaneca som flytt undan attacker av Moskitoindianer och Engelsmän.

## Näringsliv
Estelí är känt för tillverkning av cigarrer av mycket hög kvalitet.

## Kända personer från Estelí
- Samuel Meza Briones (1867-1930), poet och advokat[6]
- Octavio Mejía Vílchez (1903-1985), präst[6]
- Clemente Carranza y López (1905-1978), biskop[7]
- Felipe Urrutia (1918-2014), musiker och kompositör, Las Segovias trubadur[8]
- Claribel Alegría (1924-), poet och författare
- Leonel Rugama (1949-1970), poet och gerillasoldat[9]
- Bayardo Gámez Montenegro (1951-), konstnär[10]
- Frank Pineda (1956-), filmproducent[11]
- Jose Ramón Zepeda, ingenjör och landminsaktivist[12]
- Sara Torres (1966-), sångerska[13]
- Ramón Otoniel Olivas (1968-), fotbollsspelare och tränare
- Francisco Ruiz Udiel (1977-2010), poet, journalist och redaktör[14]
- Carlos Chavarría (1994-), fotbollsspelare[15]
- Ana Marcelo (1996-), Miss Nicaragua 2020 [16]

## Vänstäder
- Bielefeld, Tyskland[2]
- Delft, Nederländerna[2]
- Évry, Frankrike[2]
- La Habra, USA
- Linköping, Sverige
- Opava, Tjeckien[2]
- Sant Feliu de Llobregat, Katalonien[2]
- Sheffield, England[2]
- Stavanger, Norge[2]
- Stevens Point, USA

## Bilder
|  |   |
|  |   |
|  | } |
|  |   |
|  |   |